# The Pokémon Company
The Pokémon Company (株式会社ポケモン Kabushiki-gaisha Pokemon?) es una compañía japonesa creada para controlar el merchandising y las licencias de los productos de la franquicia Pokémon. Está compuesta, a partes iguales, por Nintendo, Game Freak y Creatures. De acuerdo a su cronograma, sus actividades comenzaron en 1998 con la apertura del Centro Pokémon de Tokio. Anteriormente fue conocida como "Pokémon, Ltd", establecida en el 2000. Desde entonces, se convirtió en "The Pokémon Company". La sucursal de Estados Unidos (Pokémon USA., Inc) abrió sus puertas en el 2001 para gestionar las licencias de sus productos en el exterior.
Desde el 2001, casi todos los productos están con derechos de autor bajo el nombre de © Pokémon con los reconocimientos de © Nintendo, © Game Freak, y © Creatures, Inc.
El 31 de diciembre de 2007, el presidente de Pokémon USA, Akira Chiba, cesó sus funciones. Chiba fue sustituido por Kenji Okubo, anteriormente vicepresidente ejecutivo y jefe de las oficinas de Pokémon USA en Seattle a partir del 1 de enero de 2008. Okubo se encarga de gestionar las operaciones de Pokémon en Nueva York, Atlanta, Seattle, Toronto y Londres, y se encarga de supervisar todas las mercaderías de Pokémon fuera de Japón, incluyendo Pokémon Trading Card Game y la serie de anime. En América del Norte y Europa fue lanzado Pokémon Trading Figure Game. Antes de unirse a Pokémon USA en el 2004, Okubo trabajó para Nintendo en Redmond, WA, así como el Pokémon Company con sede en Tokio, Japón como director de negocios internacionales.
En el 2009, Pokémon USA. y su homólogo del Reino Unido (Pokémon UK) se fusionaron para convertirse en The Pokémon Company International, que actualmente se encarga de todas las operaciones de Pokémon fuera de Asia bajo la administración de Kenji Okubo. Las operaciones australianas todavía estar bajo el control de Nintendo Australia, que está a cargo de su gerente director, Rose Lappin.

## Lista de productos que están bajo su licencia

### Juegos
- Pokémon: Magikarp Jump
- Pokémon mini
- Pokémon Ruby y Sapphire
- Pokémon Pinball: Ruby & Sapphire
- Pokémon Channel
- Pokémon Box: Ruby & Sapphire
- Pokémon Stadium
- Pokémon Stadium 2
- Pokémon Snap
- Pokémon Colosseum
- Pokémon FireRed y LeafGreen
- Pokémon Emerald
- Pokémon XD: Gale of Darkness
- Pokémon Dash
- Pokémon Ranger
- Pokémon Mundo misterioso
- Pokémon Trozei
- Pokémon ediciones Diamante y Perla
- Pokémon Battle Revolution
- Pokémon Battrio
- Pokémon Red y Blue
- Pokémon Gold y Silver
- Pokémon Platinum
- Pokémon ediciones negra y blanca
- Pokémon X e Y
- Pokémon GO
- Pokémon Sol y Luna
- Pokémon UltraSol y UltraLuna
- Pokémon Let's Go, Pikachu! y Let's Go, Eevee!
- Pokémon Unite
- Pokémon Espada y Escudo
- Pokémon Yellow
- Leyendas Pokémon: Arceus
- Pokémon Escarlata y Pokémon Púrpura

### Anime[4]

#### Serie
- Pokémon anime (temporadas 1-8 con 4Kids;[5] Temporadas 1-5 y 9-10 con TAJ Productions; Temporada 11 con DuArt Film and Video).
- La gran aventura de Pokémon

#### Películas
- Pokémon The First Movie: Mewtwo Strikes Back
- Pokémon the Movie 2000: The Power of One
- Pokémon 3: El hechizo de los Unown
- Pokémon 4Ever: Celebi - Voice of the Forest
- Pokémon Heroes: Latios and Latias
- Pokémon: Jirachi y los Deseos
- Pokémon: El Destino de Deoxys
- Pokémon: Lucario y el misterio de Mew
- Pokémon Ranger y el Templo del Mar
- Pokémon: The Rise of Darkrai
- Pokémon: Giratina and the Sky Warrior
- Pokémon: Arceus y la Joya de la Vida
- Pokémon: Zoroark: El Maestro de Ilusiones
- Pokémon: Negro—Victini y Reshiram y Blanco—Victini y Zekrom
- Pokémon: Kyurem vs. El Espadachin Místico
- Pokémon: Genesect y el despertar de una leyenda
- Pokémon: Diancie y la crisálida de la destrucción
- Pokémon: Hoopa y un duelo histórico
- Pokémon: Volcanion y la maravilla mecánica
- Pokémon: Detective Pikachu

#### Episodios especiales
- Pokémon Mente Maestra
- Mewtwo Returns
- Pokémon Mystery Dungeon: Team Go-Getters Out Of The Gate!
- Pokémon Mystery Dungeon: Time and Darkness Exposition
- Pokémon Mystery Dungeon: Explorers of the Sky Beyond Time & Darkness
- Pokémon: The Origin